# Perissosoma grande
Perissosoma grande är en skalbaggsart som beskrevs av Scott 1912. Perissosoma grande ingår i släktet Perissosoma och familjen Melolonthidae. Inga underarter finns listade i Catalogue of Life.